# Église Saint-Martin de Masnières
Pour les articles homonymes, voir Église Saint-Martin et Saint-Martin.
L'église Saint-Martin est une église située à Masnières dans le département français du Nord en région Hauts-de-France.

## Localisation
Très visible de loin, l'église est située sur la  partie la plus élevée de la ville.

## Historique

### L'ancienne église

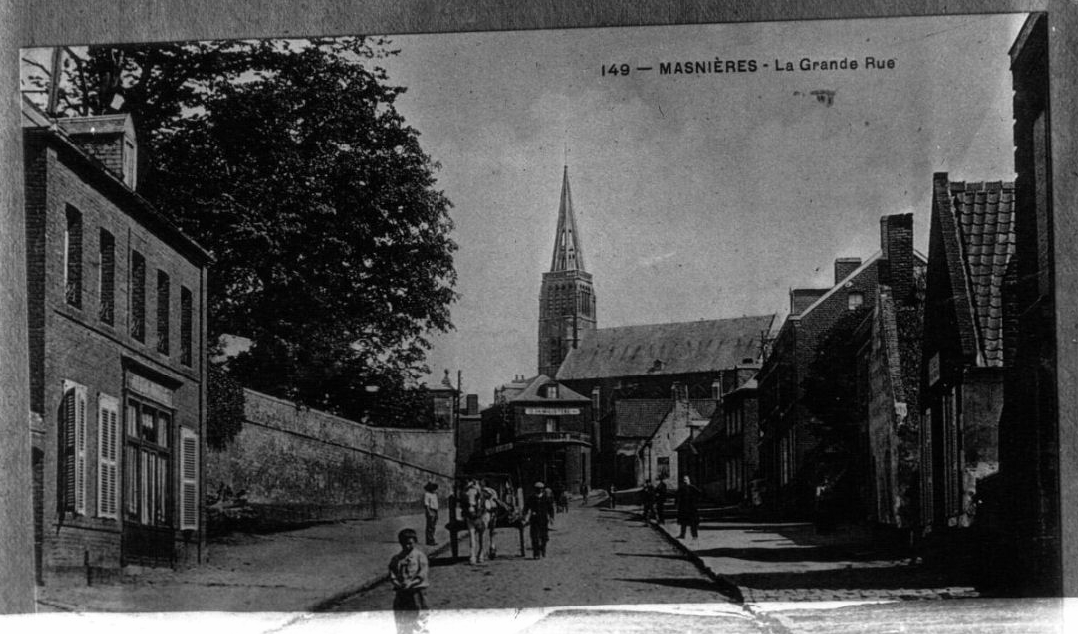
L'ancienne église sur une carte postale vers 1905.

Il existe peu de documents sur l'église de Masnières qui datait du XVIe siècle et qui avait subi de nombreux remaniements. Le clocher, en mauvais état, fut reconstruit en 1860.

### La destruction de l'église

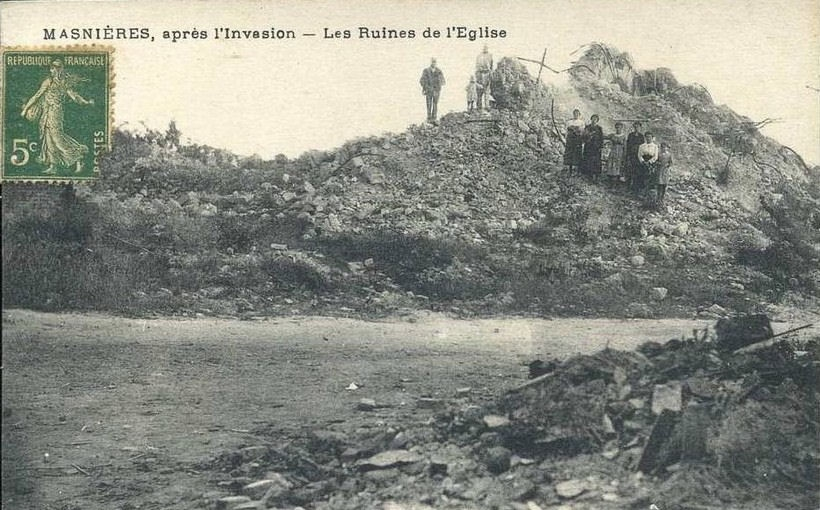
Ruines de l'église à l'issue de la guerre 14-18.

En 1917, l'État-Major allemand décide de se retrancher derrière une ligne de défense appelée ligne Hindenburg, toute proche de Masnières sur le Ccnal de Saint-Quentin.
Pour éviter les tirs de réglages de l'artillerie britannique, les bâtiments élevés, dont l'église, sont systématiquement dynamités par les Allemands fin avril 1917. La commune sera presque entièrement détruite lors de la bataille de Cambrai en novembre 1917 et restera occupée par les Allemands jusque fin octobre 1918 .

### La nouvelle église
Après l'Armistice, le culte fut d'abord assuré dans un baraquement puis dans une tente-hôpital.
Grâce aux fonds des dommages de guerre, c'est le projet de l'architecte Pierre Leprince-Ringuet qui fut retenu en 1927 . C'est la brique et le béton armé qui composent l’essentiel du bâtiment de 40 m de long sur 19 m de large .

### Galerie: extérieur de l'église

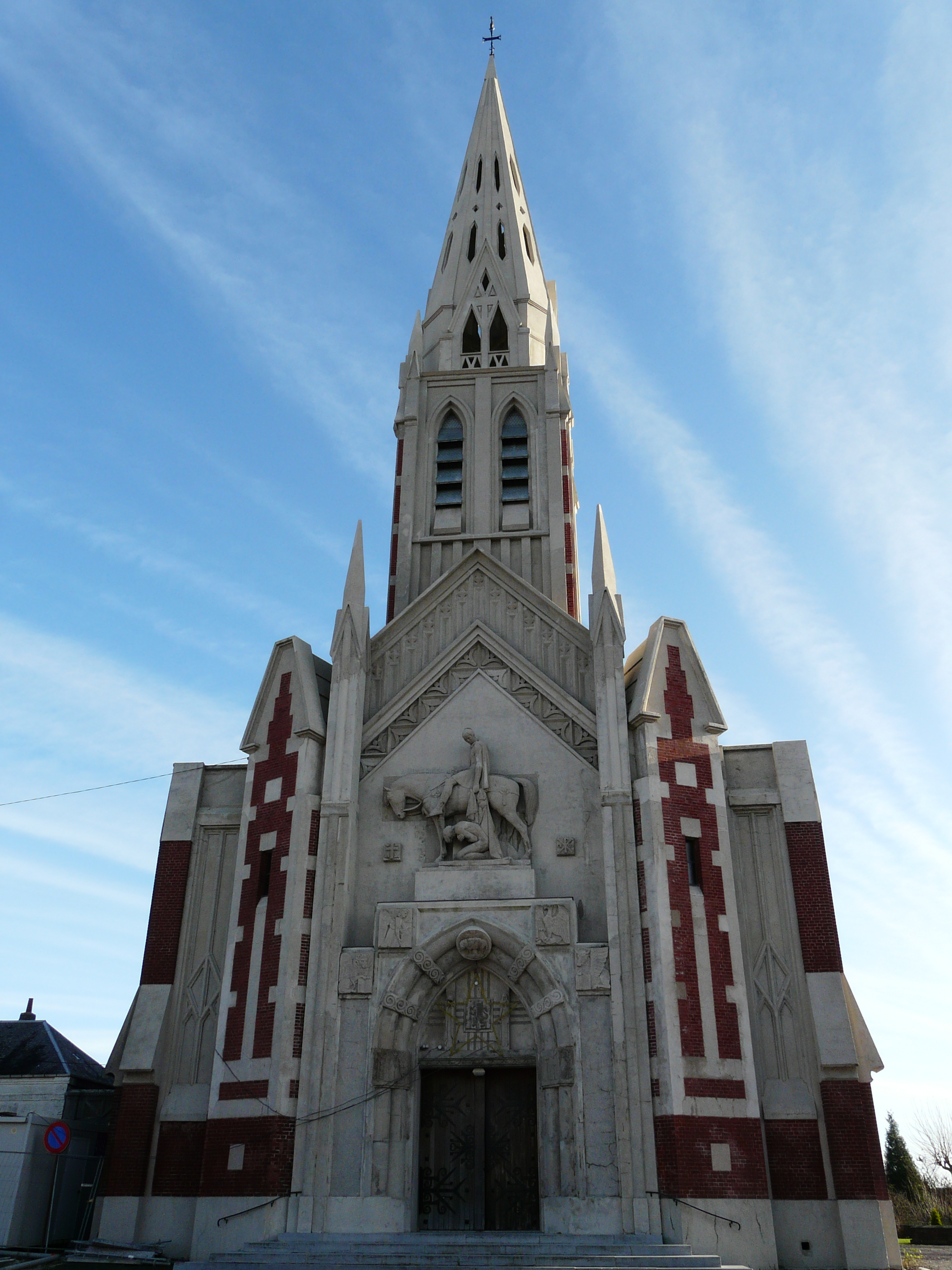
Vue de la façade.
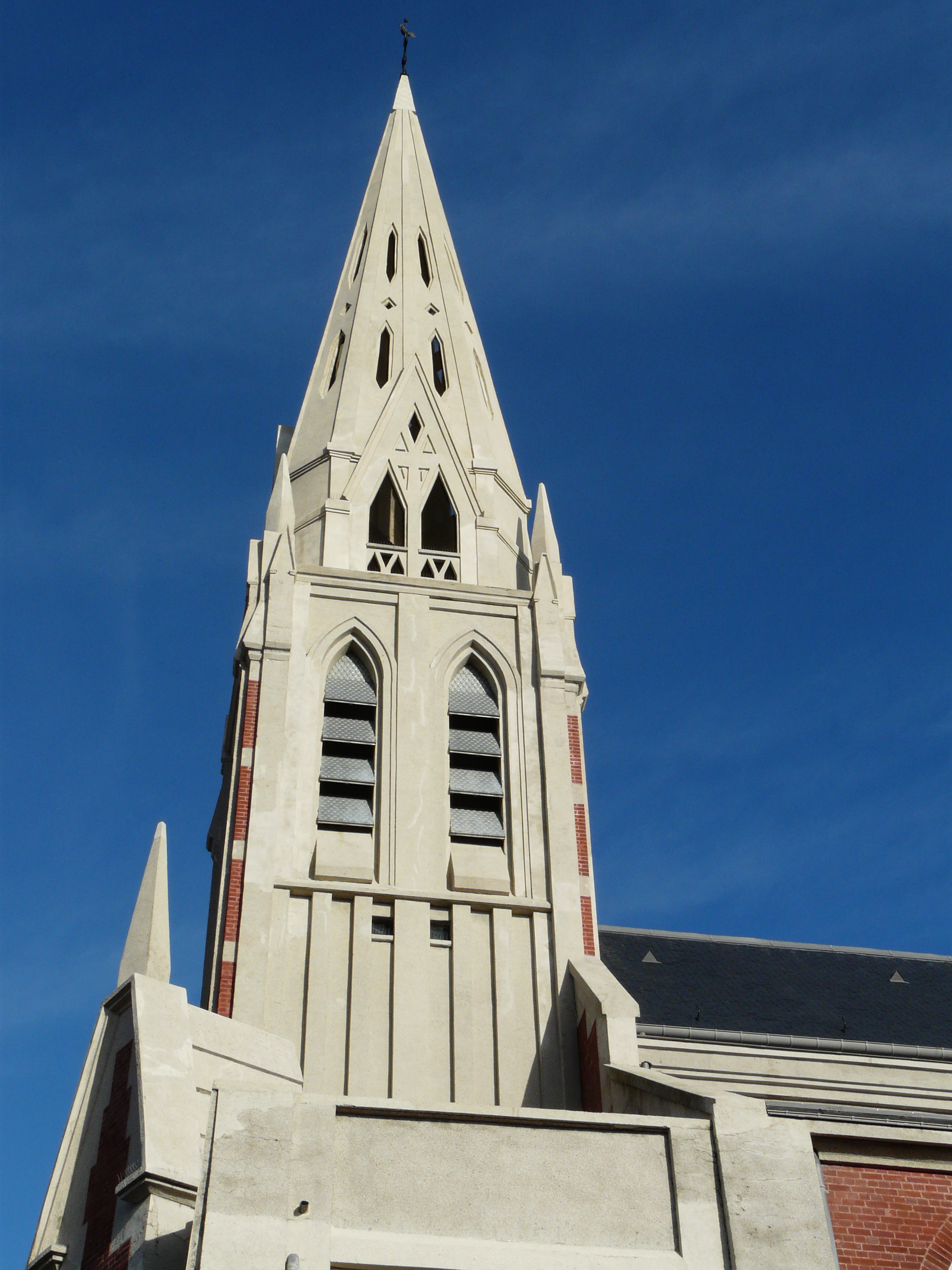
La flèche ajourée de 17 m de hauteur.
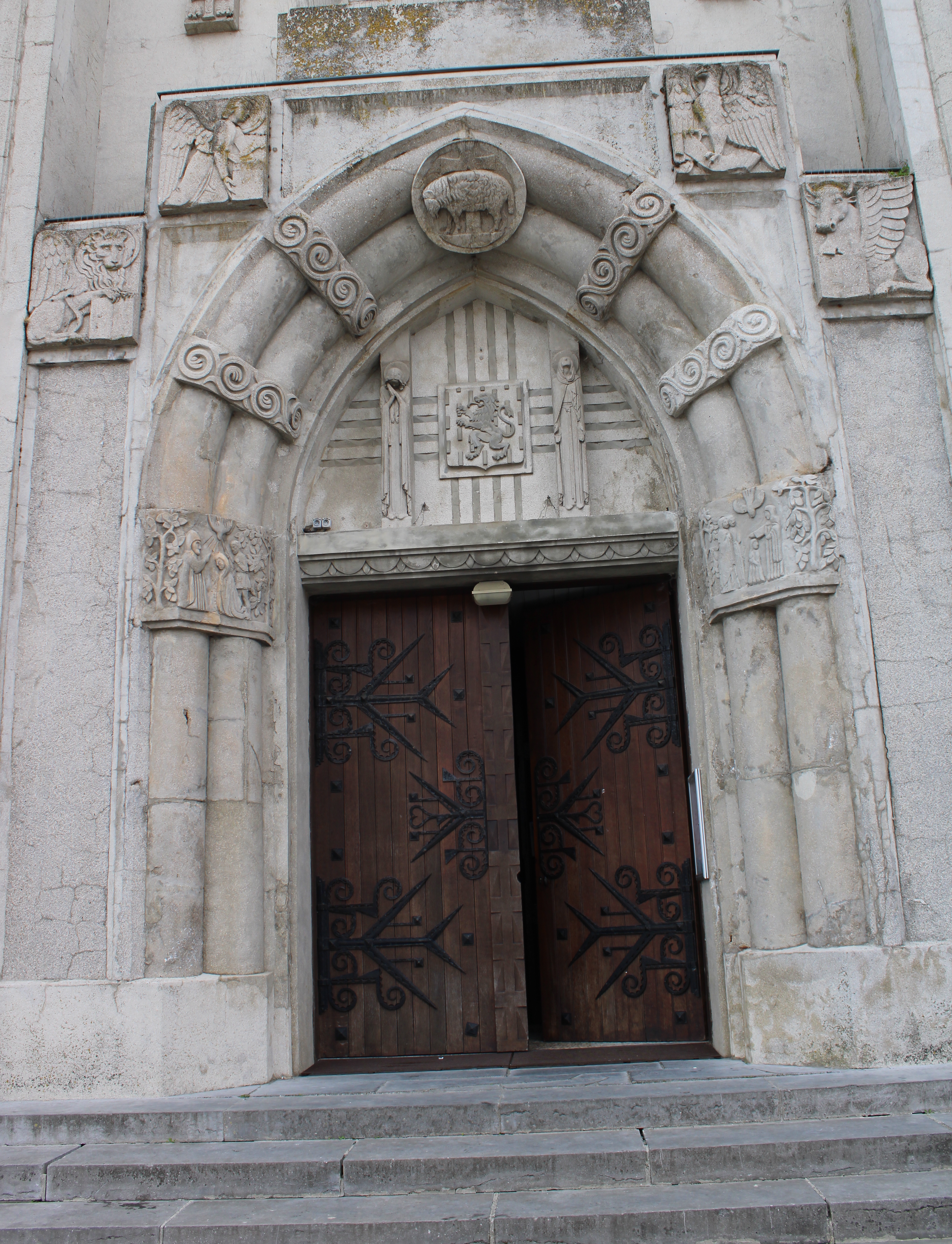
L'imposant portail.
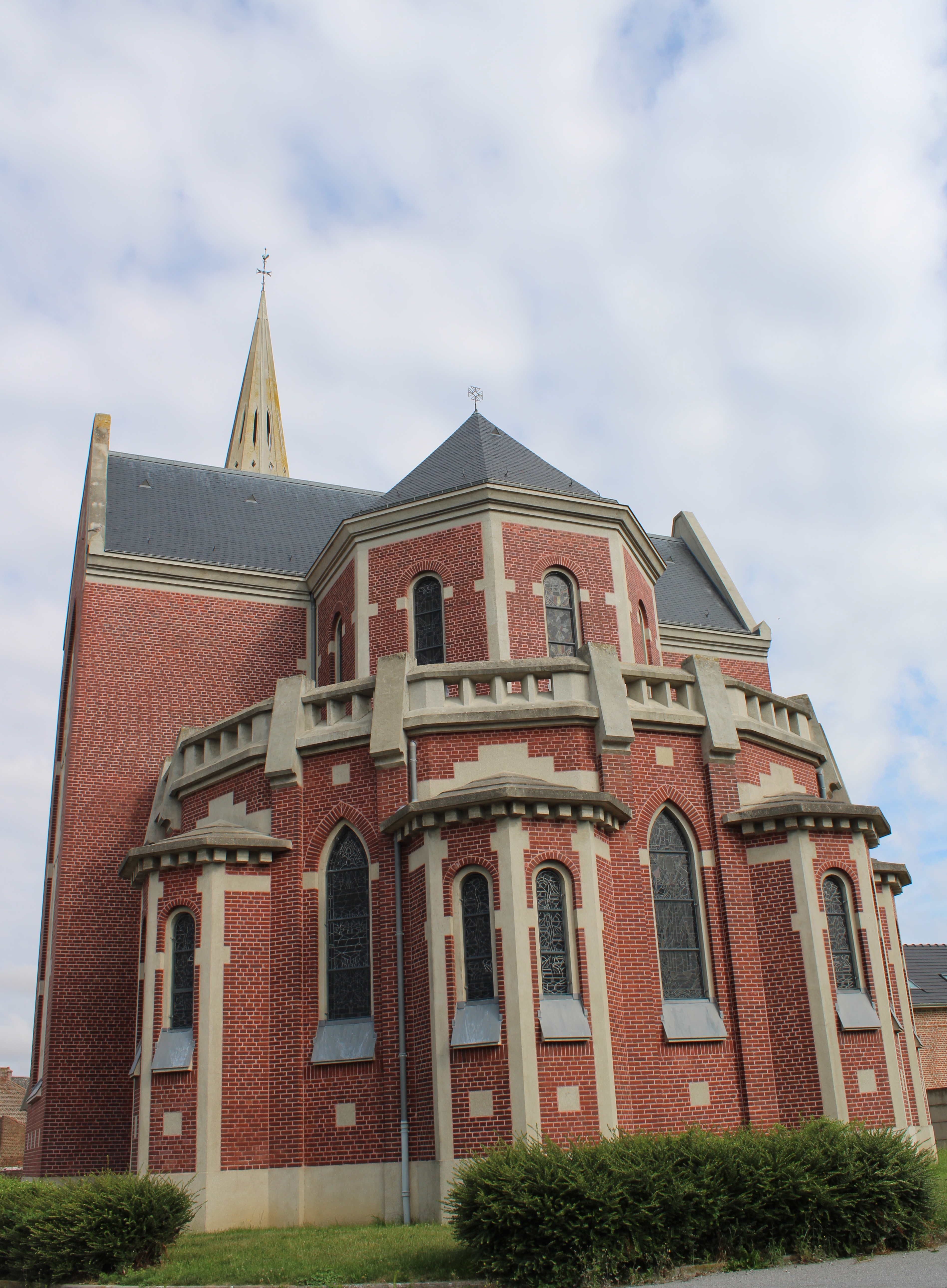
Le chevet.

### Galerie: intérieur de l'église

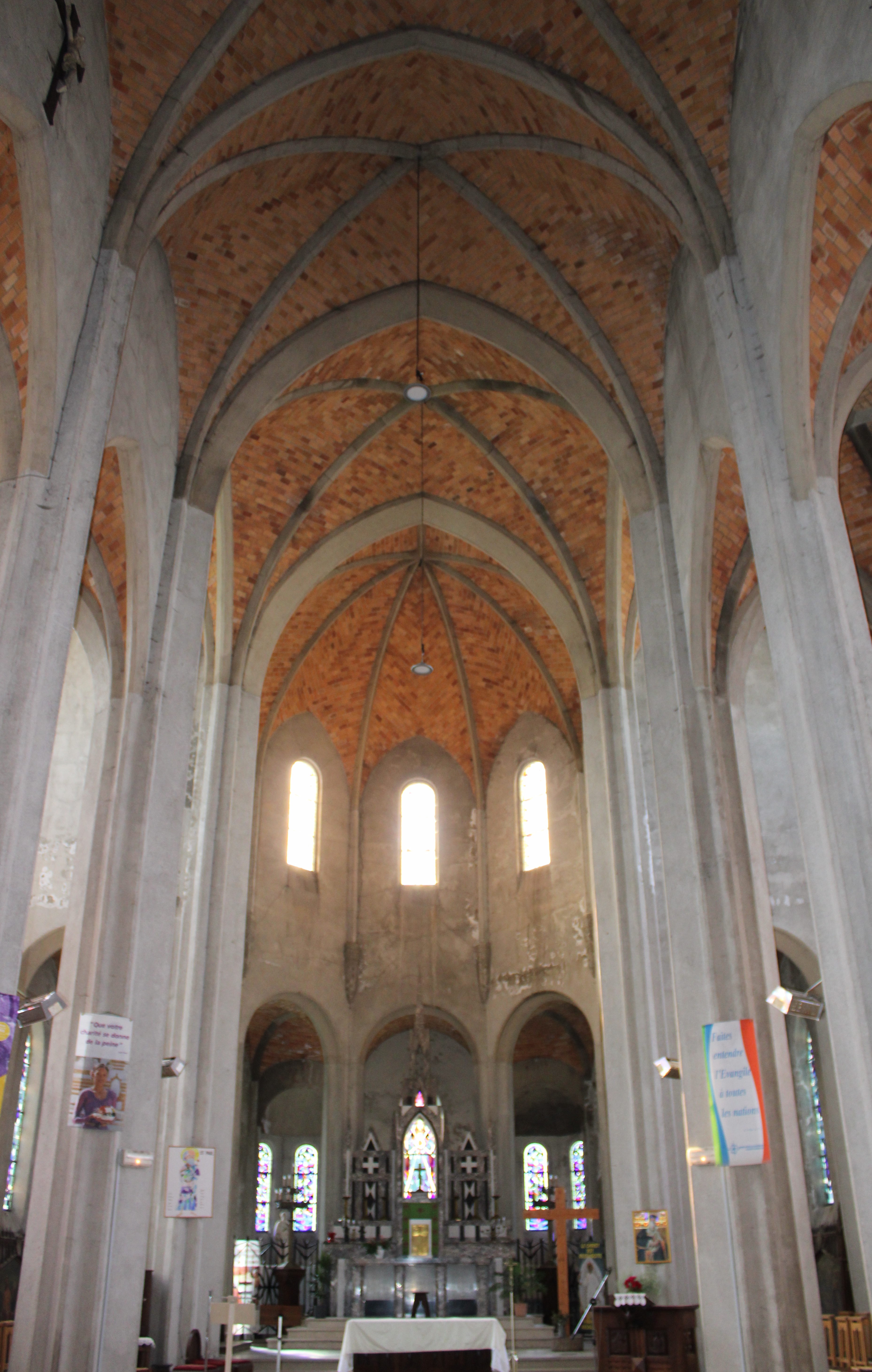
Le chœur.
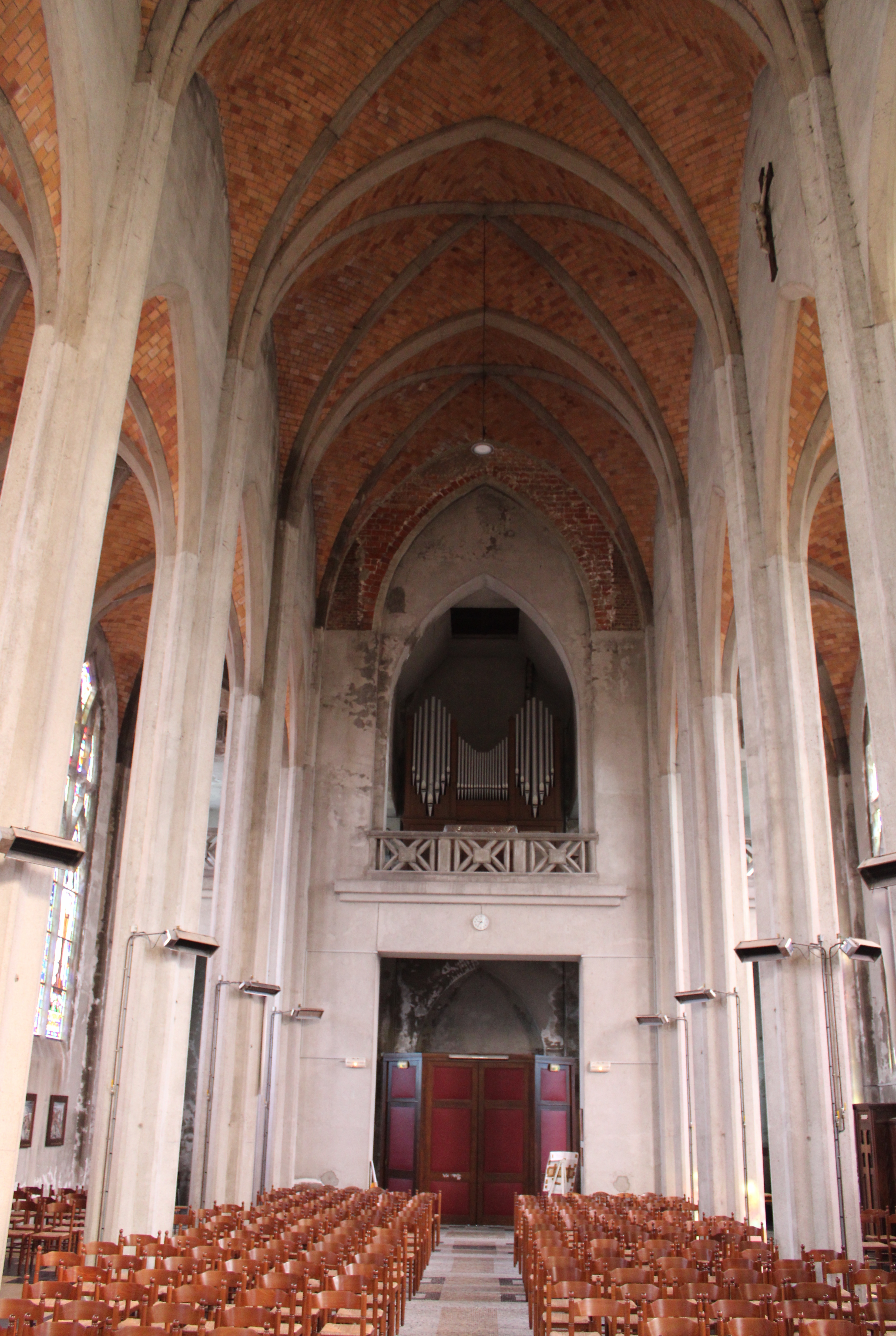
La nef côté porche.
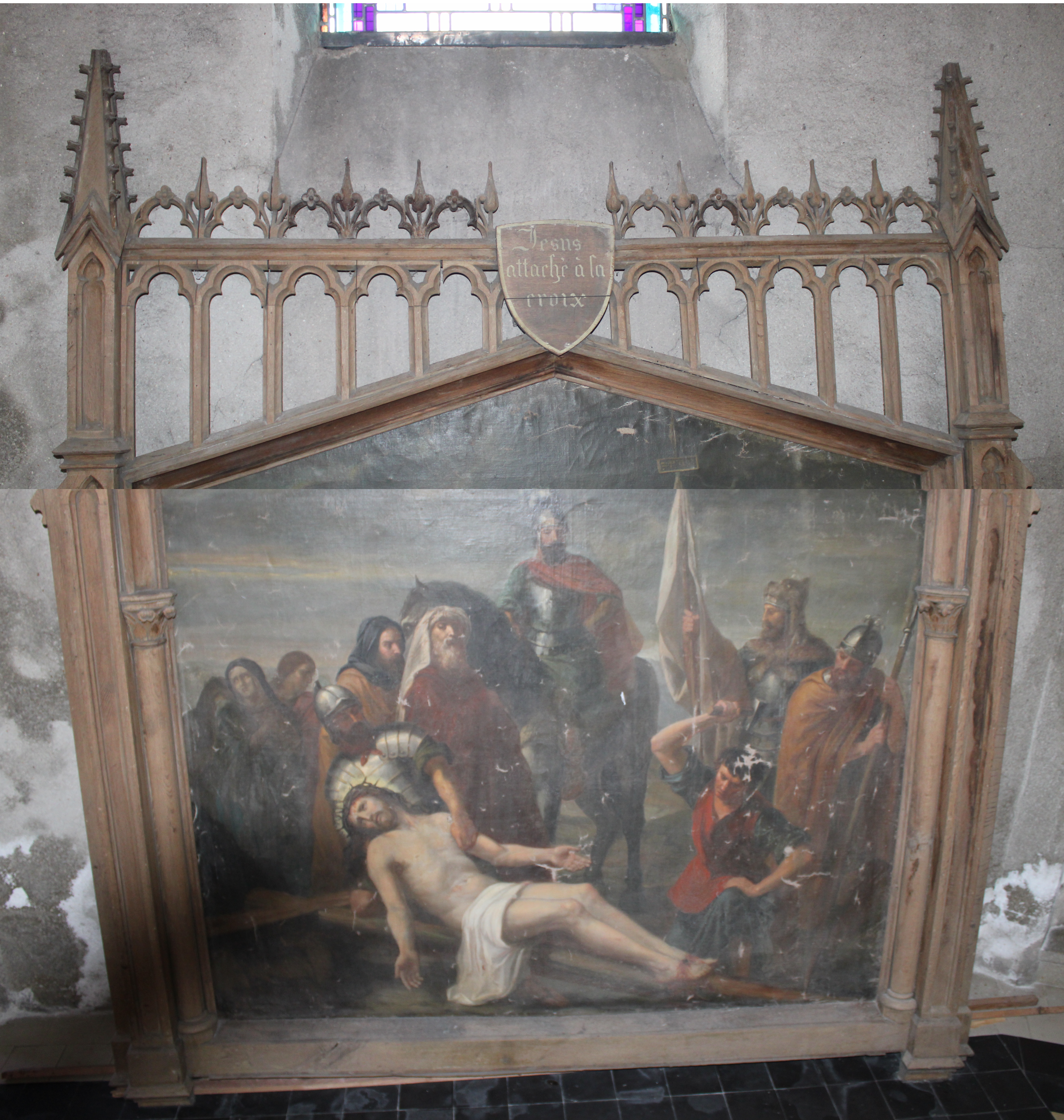
Chemin de croix de grandes dimensions de l'ancienne église.
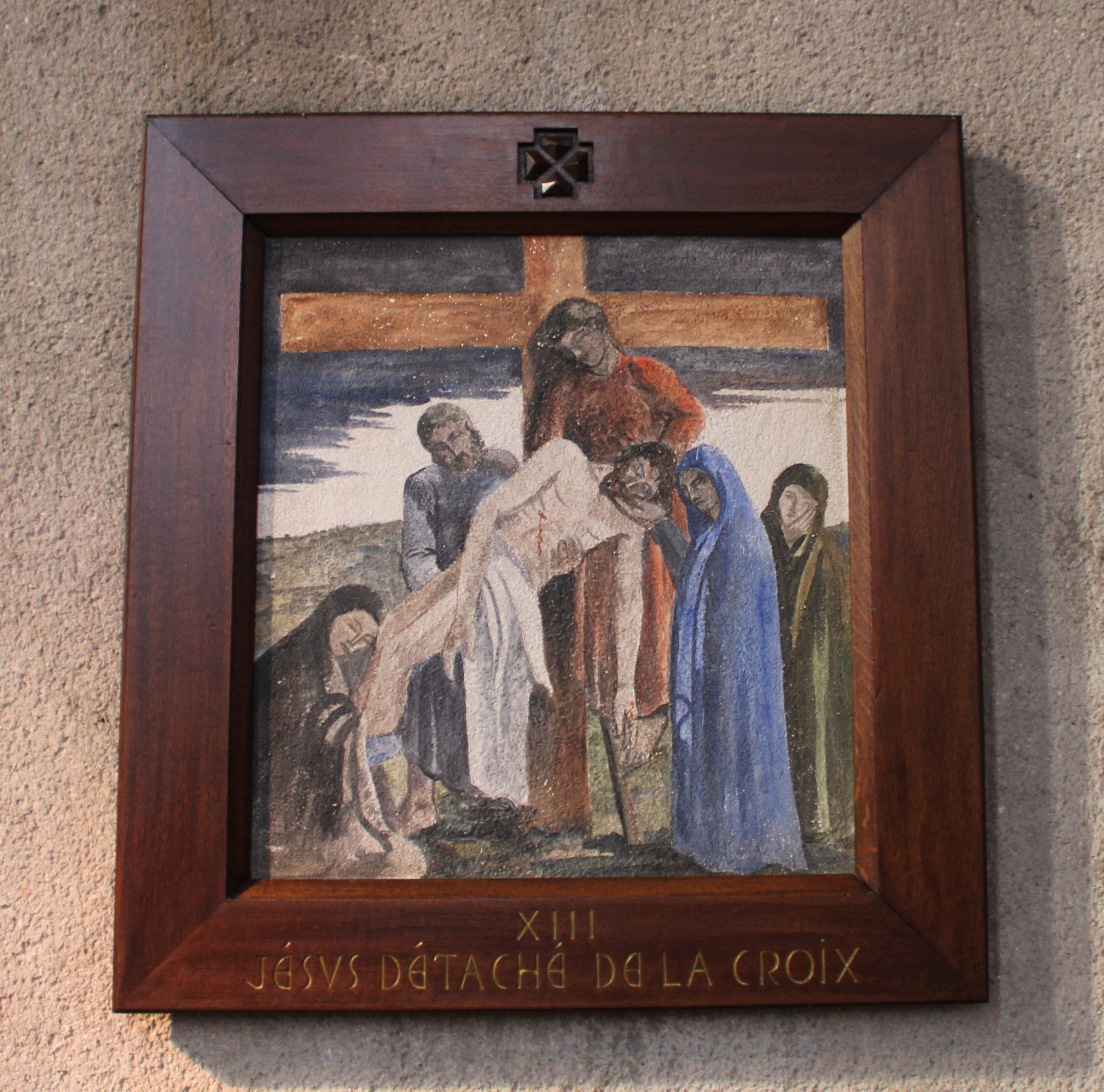
Chemin de croix actuel - Station XIII.
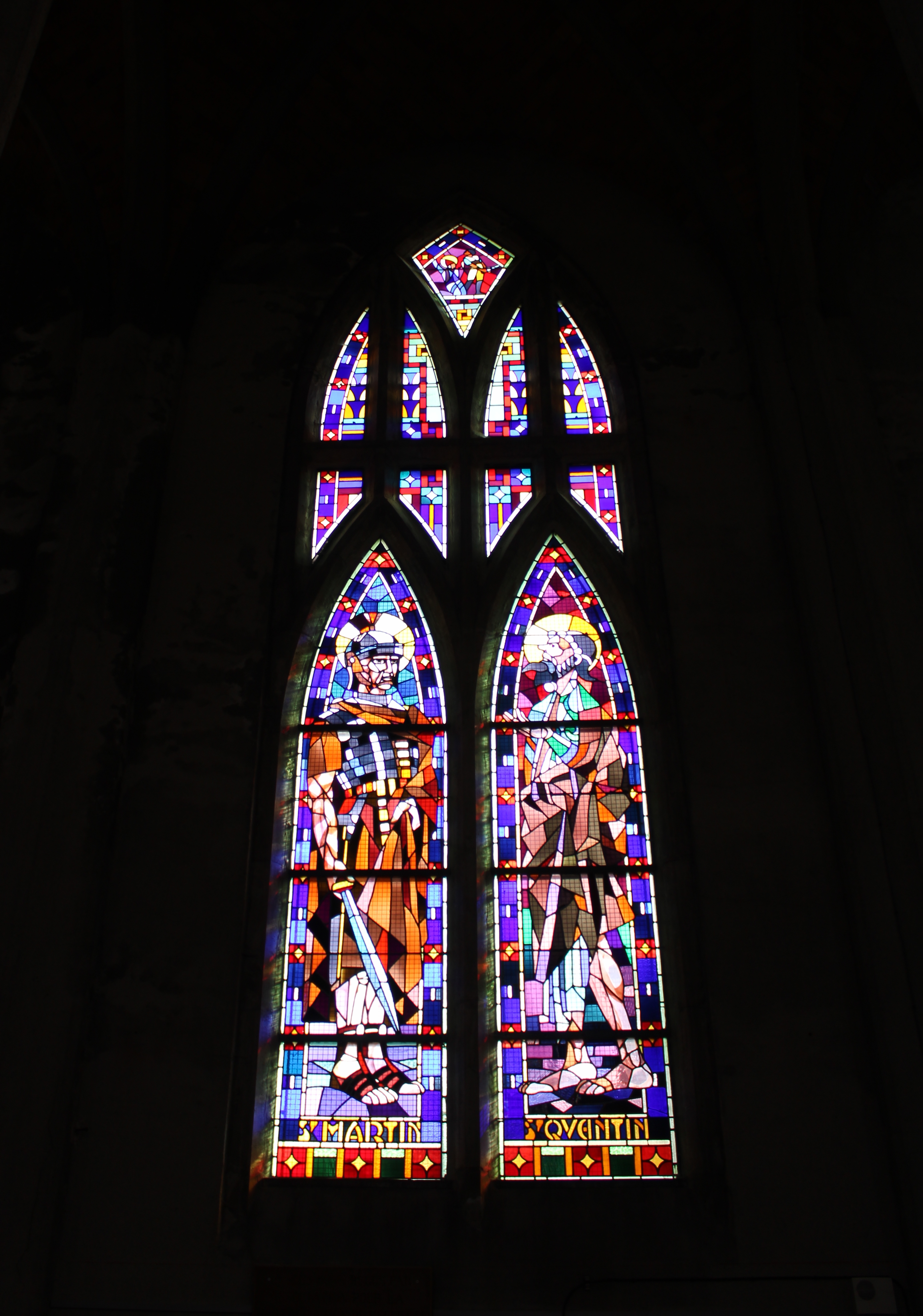
Vitrail de Saint Martin et de Saint Quentin.